# Доктор Стрендж: Прокляття
«Доктор Стрендж: Прокляття» (англ. «Doctor Strange: Damnation») — обмежена серія коміксів видавництва Marvel, з сценарієм від Ніка Спенсера та Донні Кейтса, та малюнком від Рода Райса. Серія публікувалася у 2018 році у вигляді чотирьох, щомісячних, випусків від Marvel Comics.
Це була головна історія, у кроссовер-події з однойменною назвою підзаголовку, яка також видана Marvel.
17 лютого 2019 року видавництво Fireclaw, одне з офіційних ліцензаторів коміксів Marvel, випустить збірку усіх випусків у форматі м'яка обкладинка українською.

## Історія публікацій
Загальна подія Прокляття (англ. Damnation) є кроссовером, який описує наслідки попереднього 2017 року (англ. «Secret Empire»), від Ніка Спенсера і різних художників, а також зачіпляє серію Doctor Strange, написану Донні Кейтсом. 16 листопада 2017 року, сюжет був анонсований як обмежена серія з п'яти випусків, але з пізніших деталей стало ясно, що кількість випусків скоротилась до чотирьох. Перший випуск вийшов 21 лютого 2018 року, останній - 25 квітня 2018 року.
Загальний кросовер включає у себе "тай-ін" випуски від деяких інших тодішніх поточних серій Marvel. До них належать:
- Ben Reilly: Scarlet Spider #15–17
- Doctor Strange #386–389
- Iron Fist #78–80
- Johnny Blaze: Ghost Rider #1

Прокляття - це остання історія автора Кейтса про Доктора Стренджа. Коли обмежена серія завершується, він також залишає щомісячну серію.

## Сюжет
Місто гріха отримує свого найбільшого грішника. Коли Доктор Стрендж піднімає вгору Лас-Вегас від його руйнування під час події «Таємна Імперія» (англ. «Secret Empire»), він ненароком відкриває двері для втілення зла: Мефісто. Диявольський лиходій захоплює місто та впроваджує свої погляди на світ. Стрендж збирається взяти героїв з усього всесвіту Marvel, щоб перемогти Мефісто, але у боротьбі з владикою пекла немає легких шляхів. Незабаром імпровізована група опівнічних синів Вонґа — Залізний Кулак, Блейд, Місячний лицар і Багряний павук — виявляються віч-на-віч з цілим загоном Примарних вершників. Але де ж сам Джонні Блейз зупинився? Хто втік та вижив, а хто не втік взагалі?
До збірки входять Doctor Strange: Damnation #1-4. 136 сторінок.

## Відгуки та критика
Серія дебютувала зі змішаним прийомом критиків. Перший випуск отримав середній бал 6,9 з 10 за даними оглядового агрегатора Comic Book Roundup. Оскільки центральний посил заснований на події, яка сталася роком раніше, Comicbook.com даний сюжет відразу здався застарілим. Хоча Джессі Шедін і відчував, що сюжетна проблема у коміксі мала занадто багато експозиції та дуже мало історії, проте він казав, що його все-таки захопила чарівність щомісячної серії Кейтса про Доктора Стренджа. Його огляд для IGN приходить до висновку, що сюжет, можливо, працював би краще, якщо мати справу виключно з серією Doctor Strange, а не з самим кроссовером. Bleeding Cool був менш вражений, назвавши це "шокуючою осічкою зверху вниз", яка змушує читача ненавидіти Доктора Стрэнджа. Другий випуск був прийнятий більш прихильно Пірсом Лайдоном, який назвав його "чудовим" у рецензії на Newsarama. Девід Брук похвалив роботу у своєму огляді для Adventures у Poor Taste.